# Liam Williams
Pour les articles homonymes, voir Williams.

a Compétitions nationales et continentales officielles uniquement.

b Matchs officiels uniquement.
Dernière mise à jour le 1 Février 2025.
Liam Brian Williams, né le 9 avril 1991 à Morriston, est un joueur international gallois de rugby à XV évoluant au poste d'ailier ou d'arrière. Il joue avec les   Saracens depuis fin novembre 2024.

## Biographie
Liam Williams débute en amateur dans le club des Llanelli RFC en 2009. Deux ans plus tard, il passe professionnel et intègre la franchise des Scarlets pour jouer la Coupe d'Europe et le Pro12.

## Palmarès

### En franchise et club
- Vainqueur du Pro12 en 2017 avec les Scarlets.
- Vainqueur de la Coupe d'Europe en 2019 avec les Saracens.
- Vainqueur de la Premiership en 2018 et 2019 avec les Saracens.

### En sélection nationale
- Vainqueur du Tournoi des Six Nations en 2019 (Grand Chelem) et en 2021 avec le pays de Galles.

## Statistiques en équipe nationale
Au 7 octobre 2023, Liam Williams compte  92 sélections avec le pays de Galles, dont 81 en tant que titulaire. Il totalise 100 points, 20 essais. Il obtient sa première sélection le 2 juin 2012 à Cardiff contre les Barbarians.
Il participe à dix éditions du Tournoi des Six Nations, en 2014, 2015, 2016, 2017, 2018, 2019, 2020, 2021, 2022 et 2023.
Il participe à trois éditions de la Coupe du monde, en 2015 où il joue trois rencontres, face à l'Uruguay, l'Angleterre, et l'Australie, puis en 2019 où il affronte la Géorgie, l'Australie, les Fidji et la France. Enfin en 2023 où il affronte l'Australie, la Géorgie, les Fidji, le Portugal.